# Яковлєво (Бєлгородська область)
Я́ковлєво (рос. Яковлево) — селище міського типу, у Яковлівському районі Бєлгородської області, Росія.
Населення селища становить 2 766 осіб (2008; 2 596 у 2002).

## Географія
Селище розташоване у верхів'ях річки Ворскли, лівої притоки Дніпра.

## Історія
У роки Другої Світової війни тут проходили великі бої. Статус селища міського типу отримано в 1959 році.

## Економіка
У селищі працює залізний рудник (Яковлівське родовище).

## Видатні місця
- Меморіал бойової слави на честь героїв Курської битви.